# Lupe Carriles
María Guadalupe Carriles Mejía (Guadalajara, Jalisco, 25 de diciembre de 1913-Ciudad de México, 6 de febrero de 1964), conocida como Lupe Carriles, fue una actriz mexicana.

## Biografía y carrera
Debutó en teatro con la compañía de José Campillo como segunda tiple en 1928. Posteriormente trabajó en doble turno, haciendo sketches en el Teatro Garibaldi y variedades en cabaret por las noches.
Tuvo la gran oportunidad de formar parte de la compañía de don Roberto Soto. Con ella participó en la exitosa gira de la revista Así es México en 1930. El viaje abarcó Cuba y Centroamérica y duró medio año.
En 1932 formaba parte de la compañía de opereta y zarzuela de María Conesa, para luego pasar a la empresa dirigida por Luis Mendoza López. Con Enrique Rosas y su troupe hizo una gira por el suroeste de los Estados Unidos, incluyendo grandes centros teatrales para la población de habla española, como Los Ángeles y San Francisco en California y El Paso y San Antonio en Texas. Estuvo también en numerosas ciudades fronterizas, entre las que se cuentan Caléxico en California y Brownsville en Texas.
Su trabajo en el cine no le impidió continuar con sus actividades teatrales. En ambos medios demostró su gran talento histriónico en el drama y en la comedia.
Ella recordaba haber iniciado su carrera cinematográfica en Asesinato en los estudios (Raphael J. Sevilla, 1944), una de las películas protagonizadas por el famoso mago y escapista David T. Bamberg, conocido como Fu-Manchú.
Era frecuentemente elegida para interpretar papeles de empleada doméstica, portera, vecina y ama de llaves. También representó señoras de clase media, profesoras, secretarias y hasta alguna dama de la vida galante. Por su estatura, personalidad y rostro expresivo, era la actriz idónea para caracterizar criadas rezongonas o francamente tétricas, como en Se los chupó la bruja (Jaime Salvador, 1958). En esta cinta es el ama de llaves con intenciones criminales que trata, con su esposo Yerye Beirute, de eliminar a los herederos de una mansión, que no son otros que Viruta y Capulina, junto a Sonia Furió y el galán de la película, Octavio Arias. Repitió el papel en Qué perra vida (Jaime Salvador, 1962), también protagonizada por el dúo cómico.
También tomó parte en dramas clásicos, como Vino el remolino y nos alevantó (Juan Bustillo Oro, 1949) y Cárcel de mujeres (Miguel M. Delgado, 1950).

### Muerte
El 6 de febrero de 1964, Carriles falleció en Ciudad de México a los 50 años de edad. Su cuerpo fue enterrado en la parcela de la Asociación Nacional de Actores (ANDA) del Panteón Jardín, ubicado en la misma ciudad.